# Добрин Гьонов
Добрин Гьонов е бивш български фехтовач, треньор по фехтовка и футболен функционер.

## Кратка биография
Роден е на 18 февруари 1986 година в София. Започва да тренира фехтовка още на 8 годишна възраст, при националния треньор Жеко Маринов. Печели единадесет републикански шампион в индивидуалната надпревара и над петнадесет пъти в отборна. Печелил е единадесет пъти Купа България. Рекордьор е в класацията за най-добър български фехтовач на престижния турнир „Аспарухов меч“, с 5 отличия. Бронзов медалист от Световна купа за мъже в Иран ,14-ти на Европейското първенство за мъже в Пловдив, както и 9-ти на Световното първенсто за юноши в Италия.
Завършва Италианския лицей в София, след което продължава образованието си в Университета в Падуа, Италия, със специалност „Международна икономика“, а по-късно и „Икономика и финанси“. През 2010 г. завършва най-старата фехтовална академия в Неапол, а през 2017 г. придобива професионална квалификация от НСА. През 2022 г., се сертифицира по програмата за футболен мениджмънт на Университета в Лозана съвместно с УЕФА.
След завръщането си от Италия, Добрин Гьонов работи в различни американски корпорации, а по-късно е поканен за изпълнителен директор на футболния клуб ЦСКА 1948. От 2024 г. заема позицията на заместник изпълнителен директор в Българския футболен съюз. От 2022 е член на Управителния съвет на БПФЛ, а от 2023 е член на финансовата работа групи към Европейската клубна асоциация (ECA). 
Женен, баща на две деца.